# Álvaro de Benavente
Álvaro de Benavente (Salamanca, 1647 - Macao, 20 de marzo de 1707) fue religioso de la Orden de San Agustín español, que en (China) predicó el evangelio, y fue preconizado obispo titular de Ascalón y vicario apostólico de la provincia de Kiang-si.

## Biografía
Sus padres fueron Baltasar de Benavente y Jerónima de Pineda y Maldonado. El 30 de octubre de 1663 profesó en el convento San Agustín de Salamanca, alistándose para las misiones de Filipinas en 1667. Se ejercitó tanto en la lengua de la provincia de la Pampanga que compuso el Arte y vocabulario pampango. El 11 de octubre de 1680 pasó a China para fundar una misión en compañía de Juan Nicolás de Ribera. En Roma consiguió de Inocencio XI varios privilegios para su provincia, el general de la Orden Agustiniana le nombró vicario general y después de cumplir sus deberes volvió a Manila en 1690 al frente de una misión. El 20 de octubre de 1699 fue nombrado obispo titular de Ascalón, gobernando varios años el extenso vicariato de Jiangxi e interviniendo, con gran éxito, en las famosas controversias de los ritos budistas hasta que murió en Macao el 20 de marzo de 1707.

## Obras
Ya se dispone de una  relación completa de los escritos de Benavente.
- Arte y Diccionario Pampango, Angeles City, Philippines 2007.
- Resumen de la vida de San Juan de Sahagún, en idioma pampango, publicado en 1694 y nuevamente cuatro años más tarde.
- Relación de los sucesos de la Misión en China, perteneciente a los años 1680-86.
- Historia natural de China, traducida al español del idioma sínico.
- Vocabulario del idioma chino.
- Sobre los Impedimentos dirimentes e impedientes del matrimonio, en lengua sínica.
- Sermón panegírico en memoria del triunfo de nuestras armas contra el pirata chino Lima-Hong (Manila, 1678).